# Шеффилд, Эд
Эд Ше́ффилд (англ. Ed Sheffield) — американский кёрлингист.
В составе мужской сборной США участник чемпионата мира 1982 (заняли девятое место). Чемпион США среди мужчин.
Играет в основном на позиции третьего.

## Достижения
- Чемпионат США по кёрлингу среди мужчин: золото (1982).

## Команды
| Сезон   | Четвёртый  | Третий     | Второй          | Первый           | Запасной            | Турниры                       |
| ------- | ---------- | ---------- | --------------- | ---------------- | ------------------- | ----------------------------- |
| 1979—80 | Стив Браун | Эд Шеффилд | Джордж Годфри   | Vince Fitzgerald |                     | [ 3 ]                         |
| 1981—82 | Стив Браун | Эд Шеффилд | Ханс Гастровски | Джордж Годфри    | тренер: Elgie Noble | ЧСША 1982 · ЧМ 1982 (9 место) |

(скипы выделены полужирным шрифтом)